# Ascidiella
Ascidiella is een geslacht van zakpijpen uit de familie van de Ascidiidae.

## Soorten
- Ascidiella aspersa (Müller, 1776) (Ruwe zakpijp)
- Ascidiella scabra (Müller, 1776) Harige zakpijp)
- Ascidiella senegalensis Michaelsen, 1914

Niet geaccepteerde soorten:
- Ascidiella cristata (Risso, 1826) → Ascidiella aspersa (Müller, 1776)
- Ascidiella griffini Herdman, 1898 → Ascidia callosa Stimpson, 1852
- Ascidiella incrustans Herdman, 1898 → Ascidia callosa Stimpson, 1852
- Ascidiella pellucida (Alder & Hancock, 1848) → Ascidiella aspersa (Müller, 1776)
- Ascidiella prunum (Mueller, 1776) → Ascidia prunum Müller, 1776
- Ascidiella styeloides (Traustedt, 1882) → Ecteinascidia styeloides (Traustedt, 1882)
- Ascidiella virginea (Mueller, 1776) → Ascidia virginea Müller, 1776